# Scytodes bocaina
Scytodes bocaina là một loài nhện trong họ Scytodidae.
Loài này thuộc chi Scytodes. Scytodes bocaina được miêu tả năm 2009 bởi Rheims & Antonio D. Brescovit.